# Maladie de Hartnup
La maladie de Hartnup est une maladie héréditaire à transmission autosomique récessive, caractérisée par un défaut de transfert des acides aminés par l'épithélium intestinal et tubulaire rénal.
Elle se caractérise par une anomalie du transport de certains acides aminés (le tryptophane notamment) ainsi qu'un défaut de l'absorption et de l'élimination par les urines du tryptophane et de synthèse de la vitamine B3 (l'acide nicotinique), cette dernière étant justement synthétisée à partir du tryptophane.

## Cause
Elle est due à une mutation du gène SLC6A19.

## Symptômes
- éruption pellagroïde
- ataxie cérébelleuse
- troubles neuro-psychiques